# Esmeralda (1896)
Pour les articles homonymes, voir Esmeralda.
Ne doit pas être confondu avec Esmeralda (croiseur protégé).
L'Esmeralda est un croiseur cuirassé en service dans la Marine chilienne de 1896 à 1930.